# Greeniopsis discolor
Greeniopsis discolor är en måreväxtart som beskrevs av Elmer Drew Merrill. Greeniopsis discolor ingår i släktet Greeniopsis och familjen måreväxter. Inga underarter finns listade i Catalogue of Life.